# 斯里布爾烏帕齊拉 (加濟布爾縣)
斯里布爾乌帕齐拉是孟加拉国加濟布爾縣的一个乌帕齐拉，位於達卡专区的加濟布爾縣。。

## 人口
據1991年孟加拉國人口普查，斯里布爾共有戶數65,435戶，人口320530人。其中男性佔比51.13%，女性佔比48.87%；成年人口166,988人。該地7歲以上人口之平均識字率為30.3%。